# Bundesministerium für wirtschaftliche Zusammenarbeit und Entwicklung

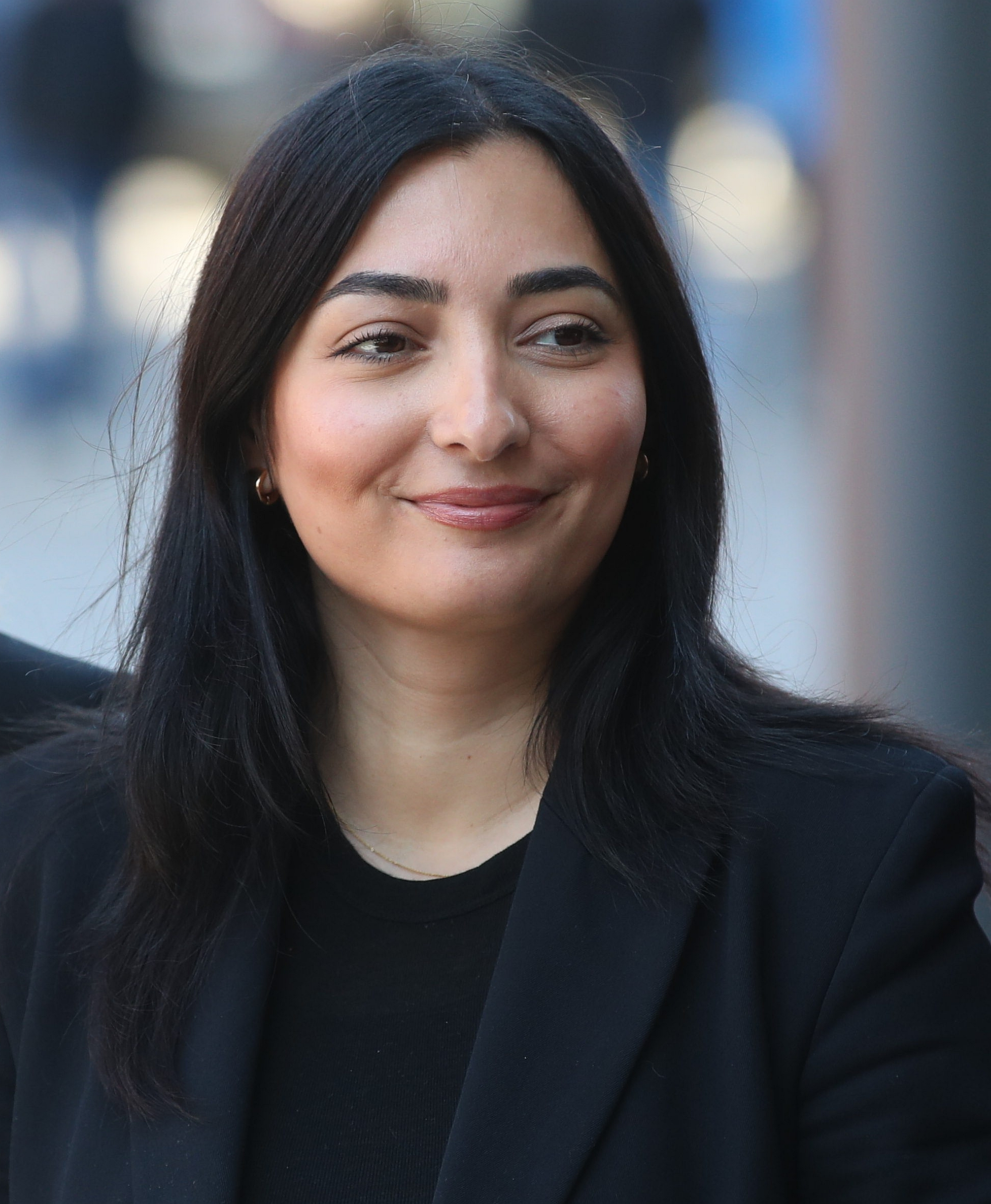
Reem Alabali Radovan (SPD), Bundesministerin für wirtschaftliche Zusammenarbeit und Entwicklung

Das Bundesministerium für wirtschaftliche Zusammenarbeit und Entwicklung (kurz: BMZ oder ugs.: Entwicklungsministerium) ist eine oberste Bundesbehörde der Bundesrepublik Deutschland und für Entwicklungszusammenarbeit zuständig. Erster Dienstsitz ist Bonn; der zweite Dienstsitz ist Berlin. Zuständige Bundesministerin im Kabinett Merz ist seit dem 6. Mai 2025 Reem Alabali Radovan (SPD).

## Geschichte

### Vorgeschichte
Bereits vom 20. Oktober 1953 bis zum 29. Oktober 1957 existierte ein Bundesministerium für wirtschaftliche Zusammenarbeit. Das Ministerium ging durch Umbenennung aus dem am 20. September 1949 errichteten Bundesministeriums für Angelegenheiten des Marshallplanes hervor. Einziger Minister für wirtschaftliche Zusammenarbeit war Franz Blücher. Zum 29. Oktober 1957 wurde es in Bundesministerium für den wirtschaftlichen Besitz des Bundes und zum 14. November 1961 in Bundesschatzministerium umbenannt. Dieses wurde zum 21. Oktober 1969 aufgelöst.

### Ab 1961
1961 wurde das Bundesministerium für wirtschaftliche Zusammenarbeit zur Bündelung der bis dahin bei verschiedenen Ministerien angesiedelten Zuständigkeiten auf dem Gebiet der Entwicklungszusammenarbeit gegründet. Angelehnt wurde es an das Bundesministerium für Angelegenheiten des Marshallplanes, das den Wiederaufbau im kriegszerstörten Europa zur Aufgabe hatte. Mit ähnlichen Methoden sollten nun unterentwickelte Gebiete vorangebracht werden. Seit dem 23. Januar 1993 trägt es seine noch heute gültige Bezeichnung Bundesministerium für wirtschaftliche Zusammenarbeit und Entwicklung.

## Aufgaben und Aufbau
Aufgabe des BMZ ist die grundsätzliche Konzeptionierung der Entwicklungszusammenarbeit der Bundesrepublik Deutschland, die auch die Umsetzung demokratischer Prinzipien und der Menschenrechte in den Partnerländern berücksichtigen soll. Auf Basis dieser Grundsätze werden in bilateralen Verträgen mit den Partnerländern Ziele und Maßnahmen vereinbart, deren Ergebnisse vom Ministerium kontrolliert werden. Zur praktischen Durchführung der Maßnahmen werden die sogenannten Durchführungsorganisationen und nichtstaatliche Organisationen herangezogen und finanziell unterstützt.
Das BMZ steuert außerdem die deutschen Beiträge zu den internationalen, in der Entwicklungszusammenarbeit tätigen Organisationen wie Europäischer Entwicklungsfonds, Weltbank und regionale Entwicklungsbanken sowie Unterorganisationen der Vereinten Nationen. Zur Koordination der Maßnahmen auf internationaler Ebene ist das Ministerium in den Gremien der Organisationen tätig.
Wegen der globalen Bedeutung der Entwicklungspolitik und der dahinter stehenden politischen Zielsetzungen ist das BMZ seit 1998 im Bundessicherheitsrat vertreten.

### Abteilungen
Die Abteilung Z (15 Referate) ist für allgemeine Verwaltungsaufgaben und den Haushalt des BMZ zuständig.
Die Abteilung G (19 Referate) ist für Grundsatzfragen der Entwicklungszusammenarbeit sowie für institutionelle Fragen der staatlichen Durchführungsorganisationen und für die Themen Flucht und Migration sowie Zivilgesellschaft zuständig.
Die Abteilung 1 (12 Referate) ist zuständig für die Themenbereiche Gesundheit, Digitalisierung, nachhaltige Lieferketten sowie ländliche Entwicklung und Ernährungssicherung.
Die Abteilung 2 (8 Referate) ist zuständig für die Entwicklungszusammenarbeit mit den Ländern und Regionen in Afrika.
Die Abteilung 3 (11 Referate) ist verantwortlich für die Entwicklungszusammenarbeit mit Europa, Asien, Lateinamerika und dem Nahen Osten.
Die Abteilung 4 (14 Referate) ist verantwortlich für die multilaterale Zusammenarbeit also für die Beziehungen zu und die Zusammenarbeit mit z. B. der EU, der Weltbank und den regionalen Entwicklungsbanken. In der Abteilung liegt auch die Zuständigkeit für die internationale Klimapolitik.
Daneben sind der Hausleitung des BMZ auch noch direkt zwei Stabsabteilungen für die externe Kommunikation und zur direkten Unterstützung der Leitung (z. B. Protokoll, Beziehungen zum Parlament) unterstellt.

### Außenvertretung

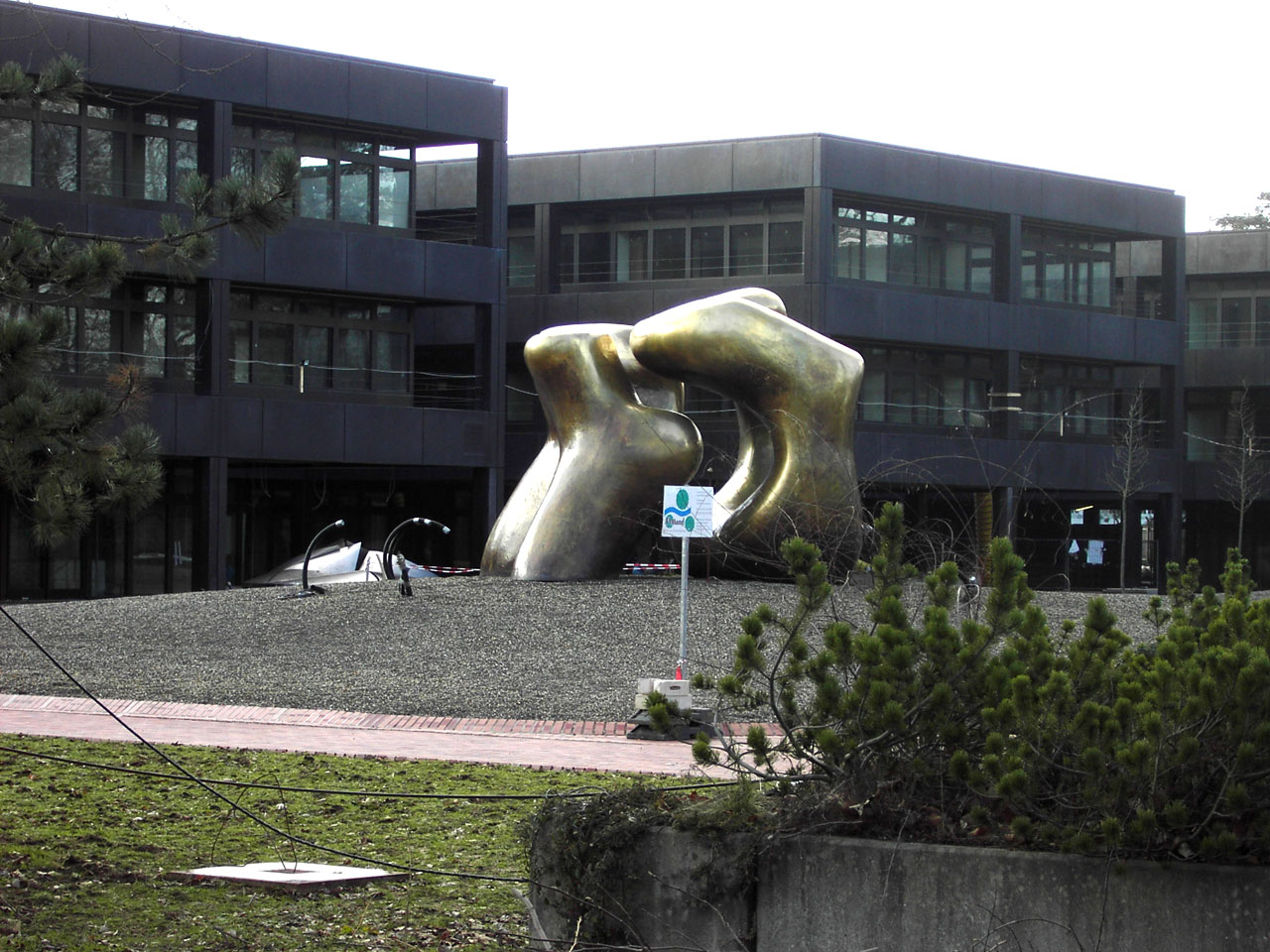
Neuer Dienstsitz des BMZ im ehemaligen Bundeskanzleramt

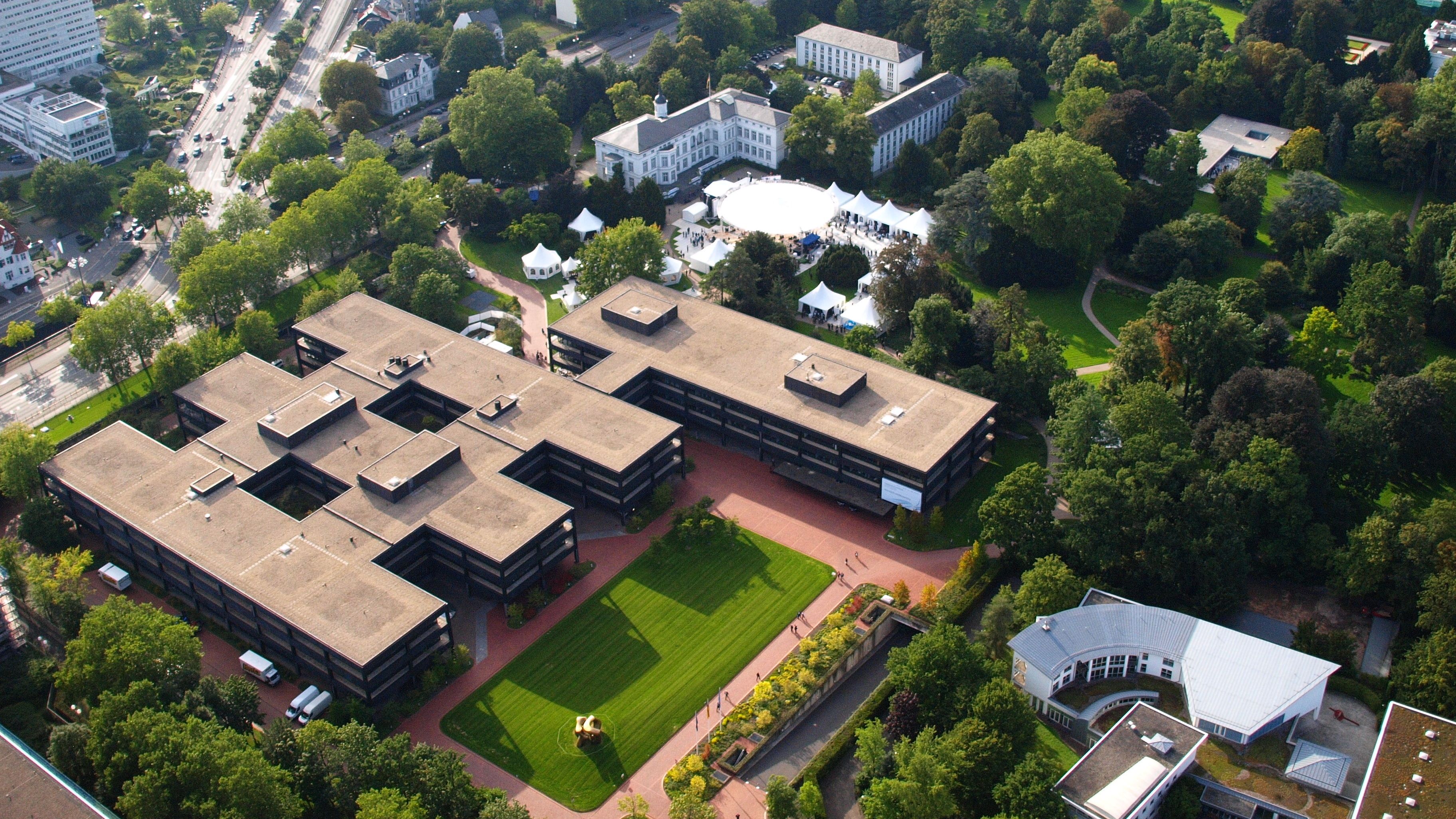
BMZ, Luftaufnahme

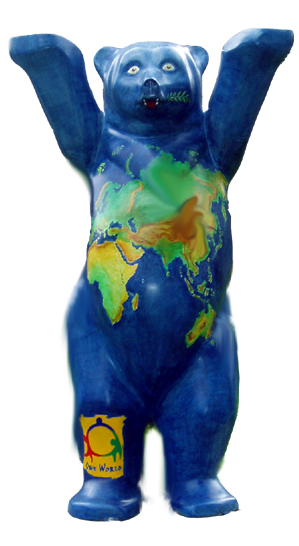
Buddy Bär One World vor dem BMZ in Berlin

Das BMZ entsendet Referenten für wirtschaftliche Zusammenarbeit in Partnerländer und zu internationalen Organisationen, um dort die entwicklungspolitische Arbeit zu koordinieren.
Des Weiteren werden Mitarbeiter an folgende Botschaften entsandt: Accra, Addis Abeba, Ankara, Bamako, Belgrad, Bischkek, Brasilia, Colombo, Dakar, Daressalam, Dhaka, Eriwan, Hanoi, Islamabad, Jakarta, Jaunde, Kabul (zurzeit Sitz in Doha), Kairo, Kampala, Kathmandu, Kigali, Kinshasa, La Paz, Lilongwe, Lima, Lusaka, Managua, Maputo, Nairobi, Neu-Delhi, Ouagadougou, Peking, Phnom Penh, Pretoria, Rabat, Ramallah, Sanaa, Tegucigalpa, Tiflis und Windhuk.
Außerdem ist das BMZ in den deutschen Ständigen Vertretungen bei den folgenden internationalen Institutionen vertreten: Vereinte Nationen (Genf und New York), Organisation für wirtschaftliche Zusammenarbeit und Entwicklung (Paris), Europäische Union (Brüssel), Welternährungsorganisation (Rom), Welternährungsprogramm (Rom), Internationaler Fonds für landwirtschaftliche Entwicklung (Rom).
Darüber hinaus ist das BMZ in den Direktorien der Weltbank und der Afrikanischen, Asiatischen, Inter-Amerikanischen und Karibischen Entwicklungsbank mit eigenem Personal präsent.

## Durchführungsorganisationen bis 2010
Das BMZ beauftragt die Durchführungsorganisationen mit der Umsetzung der entwicklungspolitischen Vorhaben der Bundesregierung. Zu den Aufgaben dieser Organisationen gehören unter anderem die Durchführung von Projekten der Finanziellen Zusammenarbeit und der Technischen Zusammenarbeit, die Vorbereitung und Entsendung von deutschen Fachkräften und Entwicklungshelfern sowie die berufliche Fortbildung von Fach- und Führungskräften aus den Partnerländern. Die einzelnen Durchführungsorganisationen entwickelten spezialisierte Fähigkeiten und kooperieren bei ihrer Arbeit in den Partnerländern miteinander. Hierzu zählen unter anderem
- die KfW-Entwicklungsbank,
- die Deutsche Investitions- und Entwicklungsgesellschaft (DEG),
- die Deutsche Gesellschaft für Technische Zusammenarbeit (GTZ),
- der Deutsche Entwicklungsdienst (DED) und
- die Internationale Weiterbildung und Entwicklung gemeinnützige GmbH (InWEnt).

Untersuchungen der OECD legten wiederholt eine Reform der Durchführungsorganisationen aufgrund fehlender Effizienz und Steuerbarkeit nahe. In der 16. Wahlperiode scheiterte unter Heidemarie Wieczorek-Zeul ein entsprechender Reformversuch.

## Umstrukturierung ab 2011
Mit Wirkung ab dem 1. Januar 2011 fusionierten die GTZ, der DED und die Weiterbildungsgesellschaft Internationale Weiterbildung und Entwicklung (InWEnt) zur Deutschen Gesellschaft für Internationale Zusammenarbeit (GIZ). Die neue Organisation soll weniger Mitarbeiter und mehr Geschäftsführer haben als die Einzelorganisationen zuvor. Die Reform wird auch von der Opposition positiv bewertet.
Insgesamt werde der Bundeshaushalt – trotz eines Stellenaufbaus im Ministerium sowie der Einrichtung einer neuen Serviceagentur – durch die Umstrukturierung um rund 300 Stellen entlastet.
Zum 1. Januar 2012 wurde Engagement Global – Service für Entwicklungsinitiativen als zentrale Servicestelle zur Bündelung aller vom BMZ finanzierten Einrichtungen und Programme zur Förderung des bürgerschaftlichen und kommunalen Engagements und der entwicklungspolitischen Bildungsarbeit gegründet. Das öffentliche Unternehmen gibt auch die vom BMZ finanzierte zweisprachige Zweimonatszeitschrift E+Z Entwicklung und Zusammenarbeit (D+C Development and Cooperation) heraus, die als internationales Diskussionsforum der deutschen Entwicklungspolitik dient.

## Ziele
Die Arbeit des Ministeriums zielt auf die weltweite Umsetzung der Agenda 2030 mit ihren 17 Zielen für nachhaltige Entwicklung. Besonders im Fokus stehen dabei die Bekämpfung von Hunger und extremer Armut sowie der Schutz der natürlichen Lebensgrundlagen.
Entwicklungszusammenarbeit soll Menschen die Freiheit geben, ohne materielle Not selbstbestimmt und eigenverantwortlich ihr Leben zu gestalten. In diesem Sinne will die deutsche Bundesregierung mit ihrer Entwicklungspolitik dazu beitragen, dass Globalisierung zu einer Chance für alle Menschen wird. Deutsche Entwicklungszusammenarbeit wird sich künftig vor allem auf die Sektoren Bildung, Gesundheit, ländliche Entwicklung, gute Regierungsführung und nachhaltige wirtschaftliche Entwicklung konzentrieren. Leitprinzip ist dabei der Schutz der Menschenrechte. (Quelle: www.bmz.de)
Im Jahre 2014 wurden im Zuge der Diskussion um die Ziele nachhaltiger Entwicklung (SDG) die Leitlinien der deutschen Entwicklungspolitik überarbeitet und Anfang 2015 in Form einer Zukunftscharta veröffentlicht. Das BMZ will auf dieser Basis eine jährliche Bilanz der Entwicklungspolitik veröffentlichen. Die erste Zwischenbilanz wurde Ende 2015 publiziert.

## Bundesminister seit 1961
| Nr.                                                               | Name                                              | Bild                                              | Lebensdaten                                       | Partei                                            | Beginn der Amtszeit                               | Ende der Amtszeit                                 | Kabinett(e)                                       |
| Bundesminister für wirtschaftliche Zusammenarbeit                 | Bundesminister für wirtschaftliche Zusammenarbeit | Bundesminister für wirtschaftliche Zusammenarbeit | Bundesminister für wirtschaftliche Zusammenarbeit | Bundesminister für wirtschaftliche Zusammenarbeit | Bundesminister für wirtschaftliche Zusammenarbeit | Bundesminister für wirtschaftliche Zusammenarbeit | Bundesminister für wirtschaftliche Zusammenarbeit |
| ----------------------------------------------------------------- | ------------------------------------------------- | ------------------------------------------------- | ------------------------------------------------- | ------------------------------------------------- | ------------------------------------------------- | ------------------------------------------------- | ------------------------------------------------- |
| 1                                                                 | Walter Scheel                                     |                                                   | 1919–2016                                         | FDP                                               | 14. November 1961                                 | 28. Oktober 1966                                  | Adenauer IV Adenauer V Erhard I Erhard II         |
| 2                                                                 | Werner Dollinger                                  |                                                   | 1918–2008                                         | CSU                                               | 28. Oktober 1966                                  | 30. November 1966                                 | Erhard II                                         |
| 3                                                                 | Hans-Jürgen Wischnewski                           |                                                   | 1922–2005                                         | SPD                                               | 1. Dezember 1966                                  | 2. Oktober 1968                                   | Kiesinger                                         |
| 4                                                                 | Erhard Eppler                                     |                                                   | 1926–2019                                         | SPD                                               | 16. Oktober 1968                                  | 8. Juli 1974                                      | Kiesinger Brandt I Brandt II Schmidt I            |
| 5                                                                 | Egon Bahr                                         |                                                   | 1922–2015                                         | SPD                                               | 8. Juli 1974                                      | 14. Dezember 1976                                 | Schmidt I                                         |
| 6                                                                 | Marie Schlei                                      |                                                   | 1919–1983                                         | SPD                                               | 16. Dezember 1976                                 | 16. Februar 1978                                  | Schmidt II                                        |
| 7                                                                 | Rainer Offergeld                                  |                                                   | * 1937                                            | SPD                                               | 16. Februar 1978                                  | 1. Oktober 1982                                   | Schmidt II Schmidt III                            |
| 8                                                                 | Jürgen Warnke                                     |                                                   | 1932–2013                                         | CSU                                               | 4. Oktober 1982                                   | 11. März 1987                                     | Kohl I Kohl II                                    |
| 9                                                                 | Hans Klein                                        |                                                   | 1931–1996                                         | CSU                                               | 12. März 1987                                     | 21. April 1989                                    | Kohl III                                          |
| 10                                                                | Jürgen Warnke                                     |                                                   | 1932–2013                                         | CSU                                               | 21. April 1989                                    | 18. Januar 1991                                   | Kohl III                                          |
| 11                                                                | Carl-Dieter Spranger                              |                                                   | * 1939                                            | CSU                                               | 18. Januar 1991                                   | 22. Januar 1993                                   | Kohl IV                                           |
| Bundesminister für wirtschaftliche Zusammenarbeit und Entwicklung |                                                   |                                                   |                                                   |                                                   |                                                   |                                                   |                                                   |
| 11                                                                | Carl-Dieter Spranger                              |                                                   | * 1939                                            | CSU                                               | 23. Januar 1993                                   | 26. Oktober 1998                                  | Kohl IV Kohl V                                    |
| 12                                                                | Heidemarie Wieczorek-Zeul                         |                                                   | * 1942                                            | SPD                                               | 27. Oktober 1998                                  | 27. Oktober 2009                                  | Schröder I Schröder II Merkel I                   |
| 13                                                                | Dirk Niebel                                       |                                                   | * 1963                                            | FDP                                               | 28. Oktober 2009                                  | 17. Dezember 2013                                 | Merkel II                                         |
| 14                                                                | Gerd Müller                                       |                                                   | * 1955                                            | CSU                                               | 17. Dezember 2013                                 | 8. Dezember 2021                                  | Merkel III Merkel IV                              |
| 15                                                                | Svenja Schulze                                    |                                                   | * 1968                                            | SPD                                               | 8. Dezember 2021                                  | 6. Mai 2025                                       | Scholz                                            |
| 16                                                                | Reem Alabali Radovan                              |                                                   | * 1990                                            | SPD                                               | 6. Mai 2025                                       | amtierend                                         | Merz                                              |

## Parlamentarische Staatssekretäre
- 1998–2005: Uschi Eid (Grüne)
- 2005–2009: Karin Kortmann (SPD)
- 2009–2013: Gudrun Kopp (FDP)
- 2013–2014: Christian Schmidt (CSU)
- 2013–2018: Hans-Joachim Fuchtel (CDU)
- 2014–2018: Thomas Silberhorn (CSU)
- 2018–2021: Norbert Barthle (CDU)
- 2018–2021: Maria Flachsbarth (CDU)
- 2021–2025: Niels Annen (SPD)
- seit 2021: Bärbel Kofler (SPD)
- seit 2025: Johann Saathoff (SPD)

## Beamtete Staatssekretäre
- 1962–1966: Friedrich Karl Vialon
- 1966–1969: Udo Hein
- 1969–1974: Karl-Heinz Sohn
- 1974–1978: Udo Kollatz
- 1978–1981: Carl-Werner Sanne
- 1981–1982: Konrad Porzner
- 1982–1992: Siegfried Lengl
- 1992–1998: Wighard Härdtl
- 1998–2009: Erich Stather
- 2009–2013: Hans-Jürgen Beerfeltz
- 2013–2018: Friedrich Kitschelt
- 2018–2021: Martin Jäger
- 2021–2025: Jochen Flasbarth
- seit 2025: Niels Annen

## Bündnis für nachhaltige Textilien
Im Oktober 2014 wurde auf Initiative des BMZ das Bündnis für nachhaltige Textilien gegründet. Rund 30 Unternehmen und Organisationen haben sich dazu verpflichtet, die Arbeits- und Lebensbedingungen in der Textilindustrie der Niedriglohnländer zu verbessern.